# Христианство в Уганде
Христианство в Уганде — совокупность последователей христианских деноминаций и учреждений на территории Уганды.
По переписи 2002 года к христианским деноминациям причисляли себя до 86% жителей страны.

## Католицизм
На 2002 год численность приверженцев католицизма в Уганде оценивалась в 41,9%.

## Протестантизм
По переписи населения, в 2002 году количество протестантов составляло 42% (англикане — 35,9%, пятидесятники — 4,6%, адвентисты — 1,5%).

## Преследования христиан
25 декабря 2011 года близ Кампалы произошло нападение на протестантского лидера и бывшего шейха, который перешёл в христианство из ислама — Умара Мулинде, который сильно пострадал от тяжёлых ожогов, полученных после того, как на пастора выплеснули кислоту с криками «Аллаху Акбар».